# دیوان دادگستری کارائیب
دیوان دادگستری کارائیب (CCJ یا CCtJ ; هلندی: Caribisch Hof van Justitie ; فرانسوی: Cour Caribéenne de Justice‎) نهاد قضایی جامعه کارائیب (CARICOM) است. این سازمان در سال ۲۰۰۵ تأسیس شد و در پورت آو اسپین در ترینیداد و توباگو مستقر است.
دیوان دادگستری کارائیب دارای دو حوزه قضایی است: یک حوزه اصلی و یک حوزه استیناف. این دادگاه به حل اختلاف‌های اعضای بازار و اقتصاد واحد کارائیب می‌پردازد.